# 加賀屋安兵衛
加賀屋 安兵衛（かがや やすべえ、生没年不詳）とは江戸時代の江戸にあった地本問屋。

## 来歴
加賀安と号す。幕末に江戸の今川橋、浅草福井町1丁目善蔵店、後に本銀町2丁目伝兵衛店において地本問屋を営業している。歌川国芳、歌川芳盛、歌川芳虎、3代目歌川豊国の錦絵を出版している。

## 作品
- 歌川芳虎 「牛若丸と白河弾海」 大判3枚続 弘化
- 歌川国芳 「江戸名所見立十二ヶ月之内」 大判12枚揃 嘉永5年（1852年）
- 歌川国芳 「木曽六十九次」 大判揃物 嘉永5年 合版
- 3代目歌川豊国 「一谷嫩軍記」 大判2枚続 嘉永5年
- 3代目歌川豊国 「外題三十六だんのうち 長うた正札附根元草摺」 大判 安政5年（1858年）
- 歌川芳盛 「東都名所」 大判揃物 文久元年（1861年） ※「浅草 ナンキン」、「王子 ヱギリス」など